# Quatre Bornes
Quatre Bornes vagy La Ville des Fleurs (A virágok városa) város Mauritiuson. A várost Quatre Bornes városi tanácsa igazgatja. A Beau-Bassin Rose-Hill és a Vacoas-Phoenix  között található Quatre Bornes-t utak kötik össze Mauritius északi, keleti, déli és nyugati részével. A  2015-ös népszámlálása adatai szerint a város lakossága 77 308 fő volt. A város kiemelkedő méretű állami kórházzal rendelkezik, és aszfaltozott út köti össze a Port Louis és Vacoas-Phoenix közötti autópályával.

## Történelme
Quatre Bornes-t 1890-ben nyilvánították községgé, majd 1896-ban Harman kormányzó várossá nyilvánította. Bassin és Palma régiókat 1967-ben, 1987-ben pedig a La Source régiót csatolták Quatre Bornes városához. Az 1980-as és 1990-es években gyors kereskedelmi fejlődés kezdődött.

## Közélete
Az általános választások során a 18. számú választókerületbe tartozik. Az elmúlt választások során a szavazás lebonyolítását a Baichoo Madhoo Kormányzati Iskolában végezték. Az ország hetedik elnöke, Prithvirajsing Roopun itt született.

## Városrészek
Quatre Bornes városa különböző régiókra oszlik.
- Belle Rose
- Berthaud
- Centre Ville
- Ébène
- Bassin
- La Louise
- Residence Kennedy
- La Source
- Palma
- Pellegrin
- Pierrefonds
- Sodnac
- St Jean
- Trianon
- Vieux Quatre Bornes

## Testvérvárosok
Quatre Bornes testvérvárosai:
- Ambalavao, Madagaszkár
- Daqing, Kína
- Saint-Benoît, Réunion, France

## Fordítás
- Ez a szócikk részben vagy egészben  a   Quatre Bornes című angol Wikipédia-szócikk ezen változatának fordításán alapul.  Az eredeti cikk szerkesztőit annak laptörténete sorolja fel. Ez a jelzés csupán a megfogalmazás eredetét és a szerzői jogokat jelzi, nem szolgál a cikkben szereplő információk forrásmegjelöléseként.